# Villa Glaeser
Die Villa Glaeser (auch Villa Gläser) ist ein Wohnhaus im Kaiserslauterer Ortsteil Eselsfürth. Das Gebäude steht als Einzeldenkmal unter Denkmalschutz.

## Geschichte
Die Villa wurde in den Jahren 1928/29 nach den Plänen des Stuttgarter Architekten Hans Herkommer für den Email-Fabrikanten Max Glaeser errichtet. Sie sollte als Wohnhaus und Ausstellungsort für die Kunstsammlung von Glaeser genutzt werden.

## Architektur
Das flachgedeckte Wohngebäude ist eines der wenigen Beispiele für den Stil des Neuen Bauens und des Bauhauses in der Region. Durch die Vorgabe des Bauherren, dass das Gebäude gleichzeitig als Wohnhaus und Galerie genutzt werden sollte, erhielt es seine typische Form. Die Villa besteht aus drei asymmetrisch ineinander geschobenen Kuben mit drei, zwei und einem Geschoss. Im Zentrum steht der längsrechteckige Bau. Von Norden wurde der dreistöckige, an einen Turm erinnernde Kubus mit drei Geschossen in den zentralen Kubus geschoben. An der Südecke ist ein querrechteckiger Kubus mit einem Geschoss in den zentralen geschoben. Kleine Fenster bestimmen das Gebäude von vorne, aber auch Fensterbänder wurden integriert und sorgen für viel Tageslicht im Haus. Im niedrigen Anbau sind zwei große Panoramafenster eingelassen. Im zentralen Kubus ist auf der Westseite eine Terrasse mit drei bodentiefen Fenstertüren. Im ersten Stock darüber sind fünf rundbogige Türen mit einem Balkon. Nur auf der Ostseite sind viele und größere Fenster. Diese ist wenig einsehbar. Die Ecken der umlaufenden Eckfenster sind in Klinkermauerwerk gefertigt. Das Gebäude wurde in Betonbauweise mit Hohlblock- und Ziegelsteinmauerwerk errichtet. Die Wände sind verputzt und ohne Ornamentik und Schmuck.
Im Erdgeschoss des zentralen Kubus liegt im Norden der zentrale Eingang. Dahinter befindet sich ein Windfang. Über diesen geht es in den hohen Kubus zur Garderobe und zu einem Bad. Außerdem befinden sich hier ein Aufenthaltsraum für das Mädchen, die Küche, die Speisekammer und die Anrichte. Ein Seiteneingang im dreigeschossigen Kubus führt ebenfalls zur Küche. Über die Garderobe kommt man in eine große Diele im zentralen Kubus. Von hier aus geht es in ein Wohnzimmer, einen Salon und das Herrenzimmer im kleinen Kubus. Über eine Treppe kommt man in das erste Geschoss. Über ein Podest geht es in ein Gästezimmer im Süden. Über drei Rundbögen gelangt man in einen Seitenflur, der zu zwei Schlafzimmern und einem Bad führt. Im Norden liegt ein weiteres Zimmer.